# Gradina (Vrgorac)
Gradina je tvrđava u Vrgorcu, Hrvatska. Pripada nizu dobro očuvanih materijalnih ostataka osmanske kulturne baštine u gradu, prije svega kulâ.
U gradu su danas sedam turskih kula znane pod imenima Avala, Dizdarevićeva kula, Cukarinovićeva kula, Pakerova kula, Muminova kula, Raosova kula.
Predstavlja zaštićeno kulturno dobro.

## Opis dobra
Utvrda „Gradina“ nalazi se na vrhu brda Motokita, sjeverno iznad Vrgorca. Sastoji se od tri dijela: predulaza sa stražarskom kućom, unutarnjih prostorija za smještaj vojske s crkvicom svetog Ante te velikom kulom na sjeveru koja je ujedno i najstariji dio tvrđave. Oko sto metara sjeveroistočno od tvrđave, nalazi se visoka okrugla kula Avala s cisternom, koja brani ulaz u tvrđavu i njene istočne zidine. Vidljivi ostaci tvrđave datiraju se od 15. do 19. stoljeća.

## Položaj
Nalazi se na strateškom položaju u produžetku pravca što ga tvore najviše četvrti Vrgorca i kula Avala. Pristup Gradini sa svih strana čuva kula Avala, što je čini gotovo neosvojivom.
Smještena je na križanju puteva koji vode od primorja ka unutrašnjosti. Dominirala je kao središnja fortifikacijska građevina cijelim vrgorskim krajem.

## Povijest
Tvrđava datira iz predturskih vremena. Čini se da je grad u svezi s tvrđavom. Prva vrela koje poimence spominje Vrgorac tj. Vrhgolaz jesu povelje stranih kraljeva. 1444./1445. aragonski kralj Alfons V. u povelji ga spominje kao jedno od važnijih mjesta Gorske župe. Povelja iz 1448. kralja Fridrika III. spominje grad Vrhgolaz kao posjed Kosača. S obzirom na to da je Vrgorac u prošlosti nazivan „Grad Vrh Gore” i poslije „Vrh Gora”, pretpostavlja se da je utvrda dobila ime po svom dominantnom položaju. Do osmanskih osvajanja, bila je važna u obrani.
Osmanlije su ove krajeve okupirale 1477. godine. I onda je bila vrlo važna strateški. Vrgorac je istrpio dva stoljeća osmanlijske vlasti. Iz tog vremena ostalo je dosta očuvanih objekata, za razliku od ostatka južnih hrvatskih krajeva. Iz osmanskih vremena datira proširenje Gradine, jer je bila vržno važna, pa je više puta nadograđivana i proširivana, a u blizini je izgrađena obližnja kula Avala koja je štitila prilaz tvrđavi Gradini. Oko Gradine još je izgrađen pojas kuća kula od kojih su neke bile dvokatne ili trokatne. Jedna je u naselju ispod Gradine. Zabiokovlje je u osmanska vremena bilo turska nahija a Vrgorac joj je bio sjedište. Od 1562. godine Zabiokovlje sudbeno ima drugo središte, kad je pripalo Makarskom, a poslije Imotskom kadiluku.
Nakon prvih pokušaja oslobođenja Vrgorca od Turaka 1685., oslobođena je 1690. godine. Tad su Mlečani u unutarnjem dijelu tvrđave izgradili kapelu sv. Ante (Antuna).
Pod Mletačkom Republikom Vrgorcem i Makarskom zapovijedao je isti providur. U mjestu je civilnu vlast obnašao je serdar (vojvoda), a na čelu sela bili su harambaše (kapetani). 
Iz mletačkih vremena su najstariji prikazi Vrgorca. Iz 17. stoljeća je prvi (1689. ili 1694.).
Pisac smatra da je utvrda „Vergoraz" neosvojiva zbog svog položaja pa daje mogućnost Mletačkoj Republici zauzimanje Imotskog, Ljubuškog, Čitluka i Mostara. Drugi opis s početka 18. stoljeća (1708.) je crtež generalnog providura dalmatinskih utvrda G.Justera i treći je crtež mletačkog vojnog inženjera Ivana Frana Rossinia iz 1749. godine. Juster je zapisao da je tad utvrda imala veliku četverouglastu kulu, predziđe s vojarnom, zapovjednikov stan od tri zgrade i barutane, te već spomenutu kapelicu (crkvicu) sv. Antuna izgrađenu odmah po mletačkom zauzimanju. Tvrđava je imala zapovjednika. Obrambenu posadu tvrđave činili su sami stanovnici varoši kojom su upravljali poglavari i serdari.
Važnost je izgubila austro-ugarskim zaposjedanjem BiH 1878. godine.

## Zaštita
Pod oznakom Z-3824 zavedena je pod vrstom "nepokretna kulturna baština - pojedinačna", pravna statusa zaštićena kulturnog dobra, klasificirano kao "vojne i obrambene građevine".